# حرنكشيات
الحرنكشيات (الاسم العلمي: Physalacriaceae)، هي فصيلة من الفطريات تتبع رتبة الغاريقونيات ضمن طائفة الغاريقونية. تتوزع في مناطق مختلفة بدءً من القطب الشمالي حتى المناطق المدارية. وتحتوي على أكثر من 28 جنساً.